# Hårde hvidevarer
 Denne artikel bør gennemlæses af en person med fagkendskab for at sikre den faglige korrekthed.

Hårde hvidevarer eller større husholdningsmaskiner er større husholdningsapparater, der håndterer opgaver inden for madlavning, konservering, eller rengøring i husstande, institutioner, erhvervsmæssige eller industrielle rammer.
En hård hvidevare drives normalt af elektricitet eller gas, og er normalt stor af størrelse, samt monteret fast et bestemt sted i lokalet. Således er hårde hvidevarer ofte anset for at være en fast del af ejendommen og derfor også ofte inkluderet i f.eks. lejligheder og huse til salg eller leje. Et anden karakteristikum for hårde hvidevarer er, at de kan kræve anden ledningsinstallation for at skaffe den nødvendige elektricitet, hvilket begrænser hvor de kan placeres i lokalet. Hårde hvidevarer kan f.eks. være:
- køleskabe
- frysere
- komfurer
- ovne
- mikroovne
- vaskemaskiner
- tørretumblere
- opvaskemaskiner

## Energimærkning af hårde hvidevarer
Hårde hvidevarer er også indrammet af den grønne bølge og EU har skabt en energimærkningsordning, hvor en skala fra A til G indikerer hvor energieffektivt maskinen er. Her har maskiner med mærket A de laveste energiforbrug. Specielt for køleskabe og frysere er der yderligere et A+- og A++-mærke, hvor sidstnævnte er mest effektiv.
Mærkerne kan hjælpe forbrugeren med at finde de maskiner som bruger mindst energi, men også hvilke maskiner som har det mindste vandforbrug og eventuelt vaskeevne. Derved kan forbrugeren finde maskinen med det laveste elforbrug, ergo, maskinen som er billigst i drift. Dette er til gavn for både forbruger og miljøet.
EU's energimærkeordning omfatter: Køle- og fryseskabe, opvaskemaskiner, vaskemaskiner, tørretumblere, kombinerede vaske-/tørremaskiner, elpærer, el-ovne, og klimaanlæg til husholdningsbrug.

## Producent, leverandør og hvidevare reparatør
Der er mange firmaer der fabrikerer og leverer hårde hvidevarer og der findes en variation af muligheder når forbrugeren skal finde et hvidevare produkt. Blandt de mange større og mindre udbydere er Siemens, Miele, Nortec, Blomberg og Smeg. Som kunde har man mange muligheder når det kommer til forskellige mærker og typer og priser af hvidevarer både i den fysiske butik såvel som på internettet. Man kan i mange tilfælde få en ny hvidevare direkte fra fabrikanten, da de fleste blandt andet har en webside.
Når man har anskaffet sig en hvidevare fra en producent, eventuelt gennem en forhandler, er der normalt en reklamationsret på to år, skulle noget gå galt med maskinen. Nogle producenter, som f.eks. Miele, sørger for at kunden får repareret vaskemaskinen eller anden hvidevare under garanti gennem egen service afdeling. Men mange andre producenter har samarbejde med hvidevare service eller en hvidevare reparatør rundt omkring i landet. I nogle få tilfælde har producenten en samarbejdspartner der dækker hele landet, mens de fleste producenter har mange forskellige samarbejdspartnere fordelt rundt omkring i landet. Ens for alle er, at kunden inden for perioden med reklamationsretten har mulighed for at få reklamere over produktet. Uden for denne perioden må man som forbruger tage stilling til, om man vil reparere maskinen eller købe en ny, da det er ofte vil være for egen regning. En hvidevare har normalt mange års levedygtighed og det kan derfor godt betale sig i mange tilfælde. Dette sammenholdt med generelt faldende priser betyder at det heller ikke unormalt at forbrugeren vælger at købe et nyt produkt, når det eksisterende viser fejl.